# Danny & the Juniors

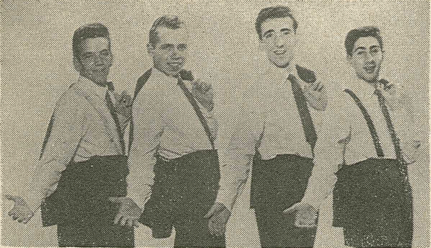
Foto promocional da banda em 1958 para a Music World.

Danny & the Juniors foram uma banda americana de doo wop e rock and roll dos anos 50, 60 e 70. Ganharam fama com o hit "At the Hop".

## Membros
todos os membros nasceram na Filadélia, Pensilvânia.
- Danny Rapp (nascido como Daniel Joseph Rapp, em 9 de maio de 1941 - morto em 5 de abril de 1983) - Vocal tenor.
- Joe Terranova (nascido como Joseph Terranova, em 20 de janeiro de 1941) - Vocal barítono / baixo
- Dave White (nascido como Dave White Tricker, em 1 de setembro, 1940) - Vocal tenor.
- Frank Maffei  (nascido em novembro de 1940) - Segundo vocal tenor.

## Singles

### PelaSingular Records
- Do the Bop/? (ainda eram conhecidos como The Juvenaires logo antes do lançamento) (1957)
- "At the Hop" / "Sometimes" (1957)

### PelaABC-Paramount Records
- "At the Hop" / "Sometimes (When I'm All Alone)" (1957)
- "Rock And Roll Is Here To Stay" / "School Boy Romance" (1958)
- "Dottie" / "In The Meantime" (1958)
- "A Thief" / "Crazy Cave" (1958)
- "Sassy Fran" / "I Feel So Lonely"  (1958)
- "Do You Love Me" / "Somehow I Can't Forget" (1959)
- "Playing Hard To Get" / "Of Love"  (1959)

### PelaSwan Records
- "Twistin' U.S.A." / "A Thousand Miles Away" (1960)
- "Candy Cane, Sugary Plum" / "Oh Holy Night" (1960)
- "Daydreamer" / "Pony Express" (1961)
- "Cha Cha Go Go (Chicago Cha-Cha)" / "Mister Whisper" (1961)
- "Back At The Hop" / "The Charleston Fish" (1961)
- "Twistin' All Night Long" / "Some Kind Of Nut" (1962)
- "(Do The) Mashed Potatoes" / "Doin' The Continental Walk" (1962)
- "We Got Soul" / "Funny" (1962)

### PelaGuyden Records
- "Oo-La-La-Limbo" / "Now And Then"  (1962)

### PelaMercury Records
- "Sad Girl" / "Let's Go Ski-ing" (1964)

### PelaLuv Records
- "Rock And Roll Is Here To Stay" / "Sometimes (When I'm All Alone)" (1968)

### PelaCrunch Records
- "At The Hop" / "Let The Good Times Roll" (1973)

### PelaRoulette Records
- "At The Hop" / "Rock And Roll Is Here To Stay" (1973)

### PelaMCA Records
- "At The Hop" / "Rock And Roll Is Here To Stay" (1980)

Aparições (Filmes)
Rock & Roll Is Here To Stay, no filme Christine (1983)